# Kirche von Östersundom

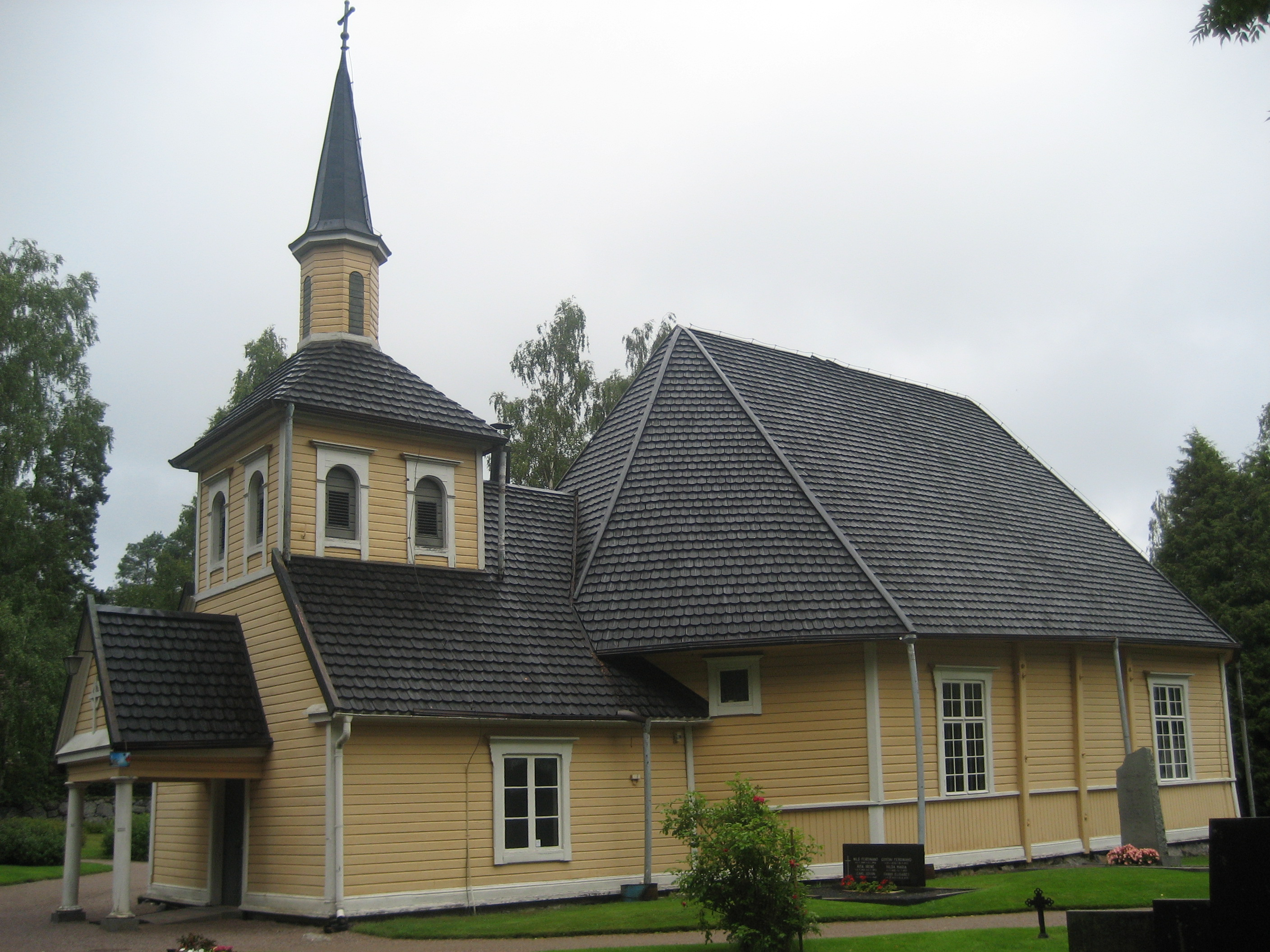
Die Kirche von Östersundom

Die Kirche von Östersundom (finnisch Östersundomin kirkko, schwedisch Östersundoms kyrka) ist eine evangelisch-lutherische Kirche in Östersundom, einem Stadtteil der finnischen Hauptstadt Helsinki. 1753–1754 erbaut, ist sie die älteste Kirche Helsinkis.
Östersundom, das bis 2009 zur Gemeinde Sipoo gehörte, erhielt Ende des 17. Jahrhunderts eine eigene Kapelle. Im Großen Nordischen Krieg (1700–1721) und im Krieg der Hüte (1741–1743) wurde sie schwer beschädigt und musste Mitte des 18. Jahrhunderts abgerissen werden. Die heutige Kirche wurde 1753–1754 anstelle der zerstörten Kirche erbaut. Damit ist die Kirche von Östersundom die älteste Kirche im heutigen Stadtgebiet Helsinkis, sofern man die 1685–86 erbaute Alte Kirche von Karuna, die 1912 ins Freilichtmuseum Seurasaari verlegt wurde, nicht berücksichtigt. Als der Westteil von Sipoo 2009 an Helsinki angeschlossen wurde, kam die Kirche von Östersundom an die evangelisch-lutherische Michaelsgemeinde des Stadtteils Mellunkylä.
Die Kirche von Östersundom ist eine Holzkirche mit recht ungewöhnlichem Grundriss: Das Langhaus ist an den Ecken abgeschrägt, sodass sich die Grundrissform eines langgestreckten Achtecks ergibt. Im Westen ist eine Vorhalle angebaut, über der sich ein kleiner Kirchturm erhebt. An der Nordostseite des Langhauses schließt sich eine Sakristei an. Der freistehende Glockenstapel stammt aus dem Jahr 1895.